# Thespis major
Thespis major är en bönsyrseart som beskrevs av Giglio-tos 1916. Thespis major ingår i släktet Thespis och familjen Thespidae. Inga underarter finns listade i Catalogue of Life.